# 金萬有醫院
金萬有醫院（：／），是朝鮮民主主義人民共和國的綜合醫院，位於平壤市大同江區域。

## 概要
此醫院在1986年由日本朝鮮族金萬有醫生在1986年投資成立，全院高16層，有200間病房，3000張病床。
診療科目有30個，並有最新的現化醫療設備。